# Новодачне
Новодачне (на украински: Новодачне) е село в Южна Украйна, Подилски район на Одеска област. Основано е през 1895 година. Населението му е около 79 души.